# 才勝
才勝 (さいかつ、1971年3月7日-  )は、日本の俳優。東京都出身。身長169cm。体重62kg。希楽星所属。旧芸名と本名は、才勝誠司(さいかつせいじ)

## 出演

### テレビドラマ
- 超入門!落語 THE MOVIE  (NHK)
- 土曜プレミアム 「 悪魔の手毬唄〜金田一耕助、ふたたび〜 」(2019年12月21日 、フジテレビ)
- ドラマ10「 ミスジコチョー 〜天才・天ノ教授の調査ファイル〜」(2019年10月18日-12月20日、NHK)
- 奇跡体験!アンビリバボー (フジテレビ)
- 土曜ドラマ「 少年寅次郎」(NHK)
- 大河ドラマ(NHK)
  - 「西郷どん 」(2018年) 村人役
- シンドラ 「 バベル九朔 」(2021年、日本テレビ)
- 「 監察医 朝顔2」(2020年、フジテレビ) - 佐山刑事 役
- 「南極大陸」＃１０整備員(2011年、TBSテレビ)

　「私が恋愛できない理由」＃２,３キャバクラ常連客(2011年、フジテレビ)
- 「ウランを素手で掘った少年たち」役場の兵事 (2008年、テレビ朝日)
- 「多摩南署たたき上げ刑事近松丙吉⑥迎角の写真」作業員(テレビ東京)
- 「ブラザー☆ビート」(2005年、TBSテレビ)
- 「食道楽出張料理人亀崎源一」(2006年、テレビ東京)
- 「桜咲くまで」(2004年、TBSテレビ)
- 「茂七の事件簿３」(NHK)
- 「踊る！さんま御殿！！」(日本テレビ)

### CM
- 三菱電機 霧ヶ峰「あなたを見守る篇」(2018年10月19日) [3]
- 日鉄日立システムエンジニアリング 統合電子帳票システムPaples (2020年3月)
- RSUPPORT RemoteView「月からテレワーク：セキュリティ万全篇」[4]「月からテレワーク：導入簡単篇」[5]「月からテレワーク篇」[6]（2021年）[7]
- アイドマ・ホールディングス CXO works「一歩先行くキャリアアップを 副業で」篇（2022年8月20日 - ）[8]
- (株)三共 - 「社長室」篇（2022年6月28日 - ）

### 舞台
- 東京ロックン・パラダイス公演
  - 「OVER THE FENCE」
  - 「さらば青春の光」
  - 「Harley Davidson」
  - 「Mean Street」
  - 「SUNSET KISS」「Hear I am」
- 劇団今泉朋子とair:manプロデュース
  - 「ひとり芝居JOHNNY’S BLUE」